# Вейд-Гемптон (Південна Кароліна)
Вейд-Гемптон (англ. Wade Hampton) — переписна місцевість (CDP) в США, в окрузі Грінвілл штату Південна Кароліна. Населення — 21 482 особи (2020).

## Географія
Вейд-Гемптон розташований за координатами 34°52′58″ пн. ш. 82°19′54″ зх. д. / 34.88278° пн. ш. 82.33167° зх. д. (34.882735, -82.331715).  За даними Бюро перепису населення США в 2010 році переписна місцевість мала площу 23,33 км², з яких 23,20 км² — суходіл та 0,13 км² — водойми.

## Демографія
Згідно з переписом 2010 року, у переписній місцевості мешкали 20 622 особи в 9102 домогосподарствах у складі 5517 родин. Густота населення становила 884 особи/км².  Було 9948 помешкань (426/км²).
Расовий склад населення:
| - 78,0 % — білих - 10,2 % — чорних або афроамериканців - 3,2 % — азіатів - 0,4 % — корінних американців - 0,1 % — вихідців з тихоокеанських островів - 6,0 % — осіб інших рас |

До двох чи більше рас належало 2,1 %. Частка іспаномовних становила 11,2 % від усіх жителів.
За віковим діапазоном населення розподілялося таким чином: 20,5 % — особи молодші 18 років, 61,4 % — особи у віці 18—64 років, 18,1 % — особи у віці 65 років та старші. Медіана віку мешканця становила 39,8 року. На 100 осіб жіночої статі у переписній місцевості припадало 91,7 чоловіків;  на 100 жінок у віці від 18 років та старших — 89,3 чоловіків також старших 18 років.
Середній дохід на одне домашнє господарство  становив 66 968 доларів США (медіана — 46 287), а середній дохід на одну сім'ю — 84 191 долар (медіана — 62 341). Медіана доходів становила 48 378 доларів для чоловіків та 37 079 доларів для жінок. За межею бідності перебувало 11,7 % осіб, у тому числі 16,5 % дітей у віці до 18 років та 7,9 % осіб у віці 65 років та старших.
Цивільне працевлаштоване населення становило 9806 осіб. Основні галузі зайнятості: освіта, охорона здоров'я та соціальна допомога — 20,1 %, науковці, спеціалісти, менеджери — 16,4 %, виробництво — 12,5 %, мистецтво, розваги та відпочинок — 11,5 %.